# أبو عبد الله القرشي
أبو عبد الله القرشي هو صفوان بن سليم المدني، أبو عبد الله الزهري. أبوه سليم مولى حميد بن عبد الرحمن بن عوف. وهو أبو عبد الله وقيل أن أبا الحارث القرشي الزهري المدني مولى حميد بن عبد الرحمن بن عوف.

## روايته للحديث
حدث عن: ابن عمر وأنس وأم سعد بنت عمرو الجمحية وجابر بن عبد الله وعن حميد مولاه وعطاء بن يسار ونافع بن جبير بن مطعم وطاووس وسعيد بن المسيب وسعيد بن سلمة الأزرقي وسلمان الأغر والقاسم بن محمد وأبي بسرة الغفاري وخلق سواهم.
حدث عنه: يزيد بن أبي حبيب وموسى بن عقبة وابن جريج وابن عجلان ومالك والليث وعبد العزيز الدراوردي وسفيان الثوري وسفيان بن عيينة وخلق كثير آخرهم وفاة أبو ضمرة الليثي.

## أقوال المحدثين فيه
- قال ابن سعد: كان ثقة كثير الحديث عابداً.
- قال ابن المديني: ثقة.
- قال أحمد بن حنبل: من الثقات يستشفى بحديثه وينزل القطر من السماء بذكره وقال: ثقة من خيار عباد الله الصالحين.
- قال أبو حاتم وسفيان بن عيينة والعجلي والنسائي: ثقة.
- قال أحمد بن صالح العجلي: ثقة رجل صالح.
- قال المفضل بن غسان: كان يقول بالقدر.
- قال يعقوب بن شيبة: ثبت، ثقة، مشهور بالعبادة.
- قال محمد بن سعد البغدادي: ثقة كثير الحديث.[1]

## عبادته
قال ابن سليم: كان يعلم الكتاب في زمن معاوية ثم إنه ترك التعليم وتفرغ للعبادة.
قال علي بن عبد الله: كان صفوان بن سليم يصلي على السطح في الليلة الباردة لئلا يجيئه النوم.
قال سليمان بن سالم كان صفوان بن سليم في الصيف يصلي بالليل في البيت فإذا كان في الشتاء صلى في السطح لئلا ينام.
قال مالك بن أنس: كان صفوان بن سليم يصلي في الشتاء في السطح وفي الصيف في بطن البيت يتيقظ بالحر والبرد حتى يصبح ثم يقول هذا الجهد من صفوان وأنت أعلم وإنه لترم رجلاه حتى يعود كالسقط من قيام الليل ويظهر فيه عروق خضر.
ذكر العمري أن صفوان بن سليم لم يكن له بالليل وساد ولا كان يضجع جنبه على فراش بالليل إنما كان يصلي فإذا غلبه عيناه احتبى قاعداً.
قال محمد بن أبي منصور: قال صفوان بن سليم: أعطي الله عهداً أن لا أضع جنبي على فراش حتى ألحق بربي.
وقال سفيان بن عيينة: حلف صفوان بن سليم أن لا يضع جنبه بالأرض حتى يلقى الله تعالى فكمث على ذلك أكثر من ثلاثين عاما فلما حضرته الوفاة واشتد به النزع والعلز وهو جالس فقالت ابنته يا أبت لو وضعت جنبك الأرض فقال يا بنية إذا ما وفيت لله عز وجل بالنذر والحلف فمات فإنه لجالس.
قال أنس بن عياض: رأيت صفوان بن سليم ولو قيل له غدا القيامة ما كان عنده مزيد على ما هو عليه من العبادة.
قال عبد العزيز بن أبي حازم: عادلني صفوان بن سليم إلى مكة فما وضع جنبه في المحمل حتى رجع قال ابن عيينة حج صفوان فذهبت بمنى فسألت عنه فقيل لي إذا دخلت مسجد الخيف فأت المنارة فانظر أمامها قليلا شيخا إذا رأيته علمت أنه يخشى الله تعالى فهو صفوان بن سليم فما سألت عنه أحدا حتى جئت كما قالوا فإذا أنا بشيخ كما رأيته علمت أنه يخشى الله فجلست إليه فقلت أنت صفوان بن سليم قال نعم قال وحج صفوان بن سليم وليس معه إلا سبعة دنانير فاشترى بها بدنة فقيل له في ذلك فقال إني سمعت الله يقول ﴿وَالْبُدْنَ جَعَلْنَاهَا لَكُمْ مِنْ شَعَائِرِ اللَّهِ لَكُمْ فِيهَا خَيْرٌ فَاذْكُرُوا اسْمَ اللَّهِ عَلَيْهَا صَوَافَّ فَإِذَا وَجَبَتْ جُنُوبُهَا فَكُلُوا مِنْهَا وَأَطْعِمُوا الْقَانِعَ وَالْمُعْتَرَّ كَذَلِكَ سَخَّرْنَاهَا لَكُمْ لَعَلَّكُمْ تَشْكُرُونَ ۝٣٦﴾ [الحج:36]
قال المنكدر بن محمد: كنا مع صفوان بن سليم في جنازة وفيها أبي وأبو حازم وذكر نفراً من العباد فلما صلى عليها قال صفوان أما هذا فقد انقطعت عنه أعماله واحتاج إلى دعاء من خلف بعده قال فأبكى والله القوم جميعاً.
قال سفيان أخبرني الحفار الذي يحفر قبور أهل المدينة قال حفرت قبر رجل فإذا أنا قد وقعت على قبر فوافيت جمجمة فإذا السجود قد أثر في عظام الجمجمة فقلت لإنسان قبر من هذا فقال أو ما تدري؟ هذا قبر صفوان بن سليم.
قال أهل المدينة إنه بقيت جبهته من كثرة السجود.
قال ابن أبي حازم دخلت مع أبي على صفوان وهو في مصلاه فما زال به أبي حتى رده إلى فراشه فأخبرته مولاته قالت ساعة خرجتم مات.
قال يحيى: قدم سليمان بن عبد الملك المدينة وعمر بن عبد العزيز عامل عليها قال فصلى بالناس بالظهر ثم فتح باب المقصورة واستند إلى المحراب واستقبل الناس بوجهه فنظر إلى صفوان بن سليم فقال لعمر من هذا ما رأيت أحسن سمتا منه قال صفوان قال يا غلام كيس فيه خمسمائة دينار فأتاه به فقال لخادمه اذهب بها إلى ذلك القائم فأتى حتى جلس إلى صفوان وهو يصلي ثم سلم فأقبل عليه فقال ما حاجتك قال يقول أمير المؤمنين استعن بهذه على زمانك وعيالك فقال صفوان لست الذي أرسلت إليه قال ألست صفوان بن سليم قال بلى قال فإليك أرسلت قال اذهب فاستثبت فولى الغلام وأخذ صفوان نعليه وخرج فلم يربها حتى خرج سليمان من المدينة.

## وفاته
مات سنة 132 للهجرة وله اثنتان وسبعون سنة. قال الواقدي وابن سعد وخليفة وابن نمير وعدة مات صفوان سنة اثنتين وثلاثين ومئة وقال أبو حسان الزيادي عاش اثنتين وسبعين سنة.